# Megalastrum exaggeratum
Megalastrum exaggeratum är en träjonväxtart som först beskrevs av Bak., och fick sitt nu gällande namn av Holtt. Megalastrum exaggeratum ingår i släktet Megalastrum och familjen Dryopteridaceae. Inga underarter finns listade.